# 8159 Фукуока
8159 Фукуока (8159 Fukuoka) — астероїд головного поясу, відкритий 24 січня 1990 року.
Тіссеранів параметр щодо Юпітера — 3,308.